# Zarja

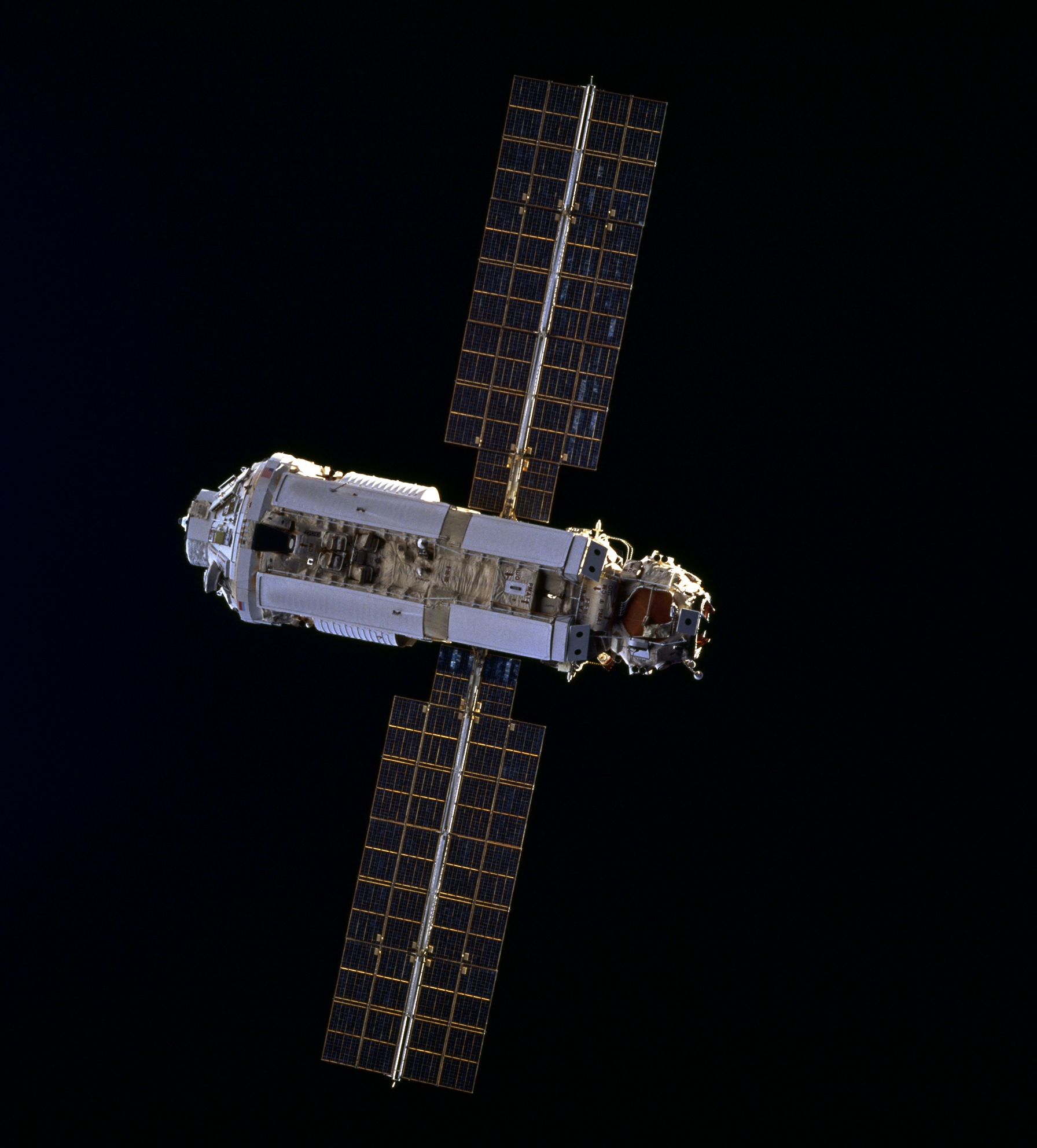
Il modulo Zarja fotografato dalla missione STS-88 (NASA)

Zarja (in russo Заря́?, "alba"), conosciuto anche come Functional Cargo Block o FGB (in russo функционально-грузовой блок?), è stato il primo modulo della Stazione spaziale internazionale. Zarja fornì alla Stazione Spaziale energia, propulsione e spazio cargo durante le prime fasi di assemblaggio. Poiché in seguito sono stati collegati moduli specializzati attualmente il modulo viene utilizzato come modulo cargo per immagazzinare nella sezione pressurizzata beni di prima necessità e ricambi mentre i suoi serbatoi esterni immagazzinano propellente per la stazione.

## Progetto
Finanziato dagli Stati Uniti, è stato costruito in Russia tra il dicembre 1994 e il gennaio 1998, nel centro di ricerca e produzione spaziale Chruničev di Mosca. Il modulo Zarja sostituì il modulo 'Bus-1' della Lockheed poiché era significativamente meno costoso (220 milioni di dollari invece di 450). Come parte del contratto, la Chruničev costruì un modulo quasi identico (chiamato "FGB-2") da utilizzare in caso di imprevisti.
Zarja ha tre portelli di aggancio, uno ad ogni estremità più uno laterale: al portello posteriore è connesso il modulo Zvezda, a quello anteriore il Pressurized Mating Adapter con cui è collegato al modulo Unity, mentre il portello laterale è stato usato per l'attracco delle navette russe Sojuz o Progress fino all'installazione del modulo Rassvet (ex Docking Cargo Module). Ha inoltre due pannelli solari che misurano 10,67 m per 3,35 m e sei batterie al nickel-cadmio che forniscono una media di 3 kW. Possiede infine 16 serbatoi esterni di carburante che possono contenere 6 tonnellate di propellente, con 24 razzi di manovra, 12 razzi di manovra più piccoli e due grandi razzi per il ripristino e modifiche significative dell'orbita.

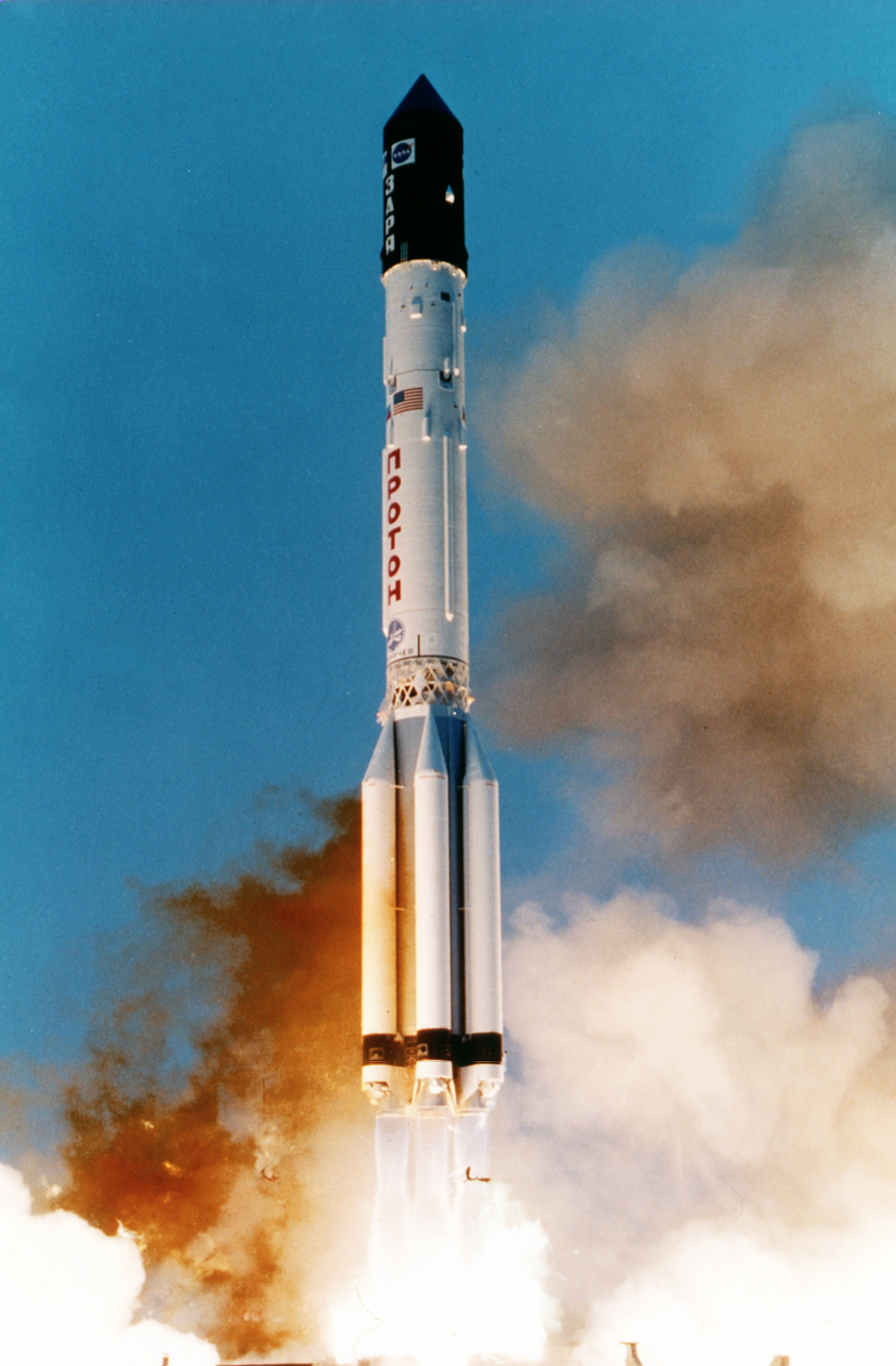
Lancio del modulo Zarja tramite il razzo Proton

## Lancio
Zarja venne lanciato con un vettore Proton dal Cosmodromo di Bajkonur, nel Kazakistan, il 20 novembre 1998 su un'orbita di 386 km di altezza e una vita di 15 anni. Dopo aver raggiunto l'orbita terrestre, venne lanciata la missione STS-88 il 4 dicembre 1998 per agganciare ad esso il modulo Unity.
Anche se era progettato per volare in modo autonomo per un periodo compreso tra i sei e gli otto mesi, il modulo dovette orbitare autonomamente per almeno due anni a causa dei ritardi nel lancio del modulo Zvezda. Esso venne lanciato infatti il 12 luglio 2000 e si agganciò il 26 luglio tramite il sistema di attracco russo Kurs.

## Specifiche
- Lunghezza: 12,56 m
- Diametro: 4,11 m
- Lunghezza pannelli solari: 10,67 m
- Larghezza pannelli solari: 3,35 m
- Massa: 19300 kg